# Slow Riot for New Zerø Kanada
Slow Riot For New Zerø Kanada es el primer EP lanzado por la banda canadiense Godspeed You! Black Emperor, publicado por la discográfica de Montreal Constellation Records en 1999.
La portada del álbum contiene caracteres hebreos, cuya forma transliterada es "tohu va vohu" (תֹהוּ וָבֹהוּ). Esta frase es utilizada tanto en Génesis 1:2 como en Jeremías 4:23, y una traducción cercana sería "sin forma, vacío". Refiriéndose a la forma del universo antes de que se le diera forma y orden. Los puntos y rayas sobre las letras son llamados tropos. Estos dictan el tono y entonación de la palabra y son encontrados en la Torá así como en el resto de la biblia hebrea. La parte trasera del álbum contiene un diagrama con instrucciones en italiano sobre cómo hacer una bomba molotov.
El nombre de la canción "BBF3" se refiere al entrevistado vox populi, Blaise Bailey Finnegan III, quién con sus excéntricos divagues forma el núcleo de la segunda canción del EP. Finnegan recita un poema el cual afirma haber escrito él. El poema está, de hecho, mayormente compuesto de letras de la canción Virus de Iron Maiden que fueron escritas por su entonces vocalista Blaze Bayley. La banda aparentemente no estaba enterada de esto hasta que lanzaron el EP. Blaise Bailey Finnegan III es aparentemente la misma persona que aparece entrevistada al comienzo del tema Providence del álbum f#a#∞; y de hecho en algunas presentaciones en vivo "BBF3" también incorporaba este sample.
Este álbum actualmente está primero en la tabla general de EP del sitio Rateyourmusic.com. Aparece en el puesto número 9 de la lista de mejores discos de 1999 elaborada por Pitchfork

## Lista de canciones
1. «Moya» – 10:51
2. «BBF3» – 17:45